# Sebastian Seidl
Sebastian Seidl (12 de julho de 1990) é um judoca alemão.

## Carreira
Seidl esteve nos Jogos Olímpicos de Verão de 2020 em Tóquio, onde conquistou a medalha de bronze no confronto por equipes mistas como representante da Alemanha, conjunto de judocas que derrotou o time holandês. Nos Jogos Olímpicos de Verão de 2016 no Rio de Janeiro, foi eliminado na segunda rodada em sua disputa individual.